# Pseudo-chaleur

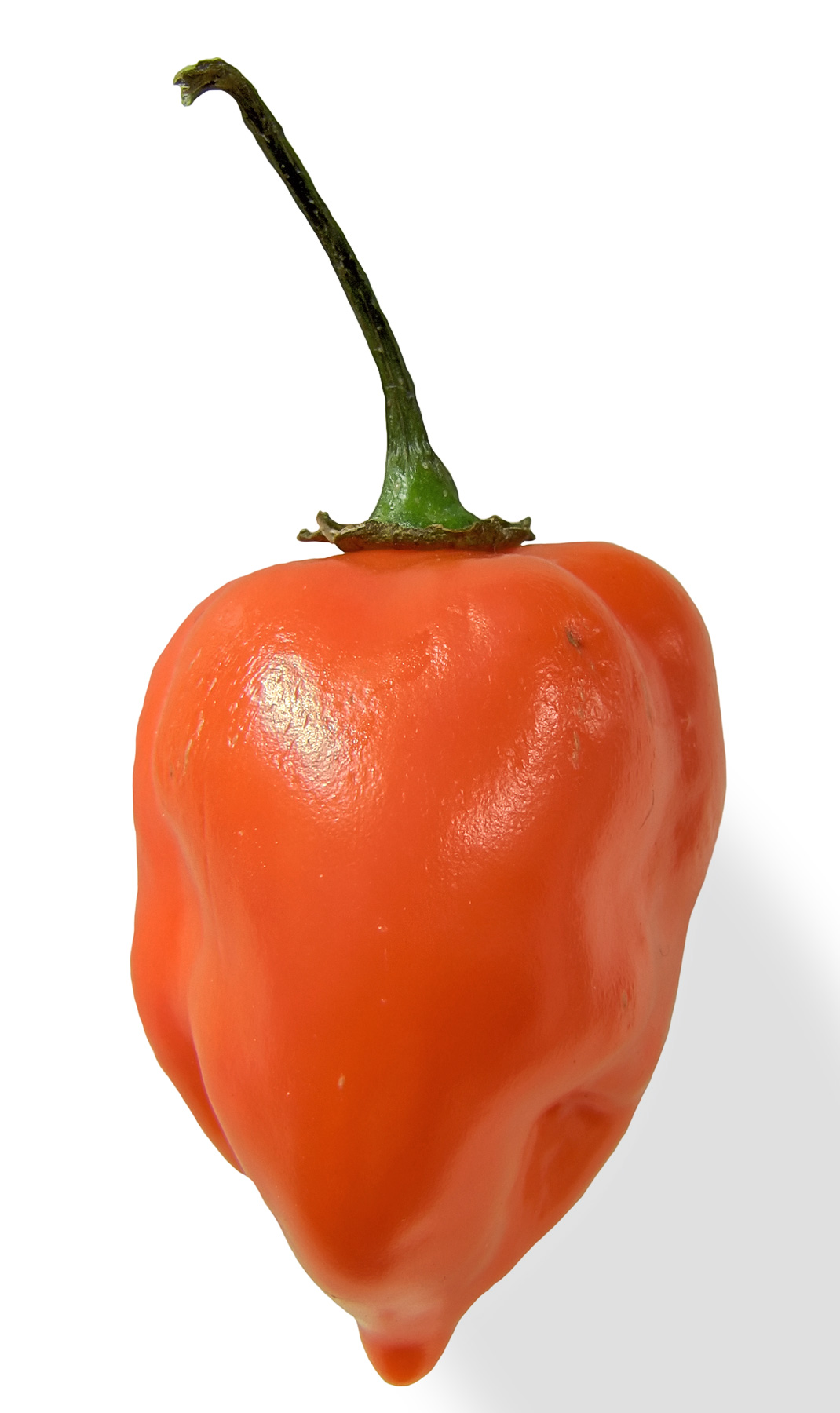
Piment habanero.

La pseudo-chaleur, ou le piquant, est la sensation éprouvée en mangeant un aliment notamment pimenté ou autrement épicé avec des condiments qui provoquent une sensation similaire : moutarde, poivre, raifort, wasabi, etc. C'est une des perceptions olfacto-gustatives de l’ensemble des flaveurs (qui regroupent également la saveur, l’astringence et l’arôme).
La pseudo-chaleur est une sensation d'un changement de température dans la bouche. Elle regroupe deux phénomènes : 
1. l'impression de fraîcheur provoquée par le menthol contenu dans la menthe ou ses dérivés (cubebol, lactate de menthyle) ;
2. l'impression de feu (irritation ou piquant) occasionnée par exemple par la capsaïcine du piment, les glucosinolates de la moutarde et du radis, ou la pipérine du poivre.

Ces sensations sont provoquées par des molécules (menthol pour le froid et capsaïcine pour le chaud) qui sont capables d'activer les récepteurs de chaleur des muqueuses des mammifères.